# Aureliano Bolognesi
Aureliano Bolognesi (Sestri Ponente, 15 de março de 1930 – Gênova, 30 de março de 2018) foi um boxeador italiano, campeão olímpico.

## Carreira
Ele conquistou a medalha de ouro nos Jogos Olímpicos de Verão de 1952 em Helsinque, após derrotar o polonês Aleksy Antkiewicz na categoria peso leve e consagrar-se campeão.